# Bartniki (Przasnysz)
Pour les articles homonymes, voir Bartniki.
Bartniki (prononciation : [bartˈniki]) est un village polonais de la gmina de Przasnysz dans le powiat de Przasnysz de la voïvodie de Mazovie dans le centre-est de la Pologne.
Il se situe à environ 3 kilomètres au nord-est de Przasnysz (siège du powiat et de la gmina) et à 91 km au nord de Varsovie (capitale de la Pologne).
Le village compte approximativement une population de 433 habitants.

## Histoire
De 1975 à 1998, le village appartenait administrativement à la voïvodie d'Ostrołęka.